# パク・ウネ
パク・ウネ（朴 恩恵、1978年2月21日 - ）は、韓国の女優。1998年に映画『チャン』でデビュー。その後MBCドラマ『宮廷女官チャングムの誓い』にヨンセン役で出演。アジアで多くの人気を集め、女優としてのキャリアを積み重ねる。
朝鮮語の発音ではパッチムkの後に母音が続くため、パグネのような発音となる。ソウル芸術大学広告創作科卒業。

## データ
- 身長:165cm[1]
- 体重:45kg[1]
- 血液型:O型[1]
- 2008年4月27日、4歳年上の実業家と非公開で挙式した[2]。
- 2010年7月12日、世界7大自然景観広報大使に任命[3]。
- 2011年8月、二卵性双生児（ともに男児）を出産した[4]。

## 出演作品

### 映画
- チャン（1998年）
- 01412 破邪神剣（2000年）
- 写れば死ぬ（2000年） - ヒジョン役
- HEAVEN ヘブン（2001年） - ナモン／ロジェ役
- ふたつの恋と砂時計（2005年） - ヨンウ役
- 2月29日-ある日突然1番目（2006年） - ハン・ジヨン役
- ひまわり（2006年） - イ・ウンミ役
- アバンチュールはパリで（2008年） - イ・ユジョン役
- キケンな顔合わせ!?（2015年） - パク・ヨンミ 役[5]
- 鋼鉄の雨（2017年）

### テレビドラマ
- LAアリラン（1995年-1996年、SBS）
- 6人兄妹（1998年年-1999年、MBC）
- 順風産婦人科（1998年-2000年、SBS） - 喫茶店客役（40話）、ヘギョの小学校の同級生役（81話）
- 彼女が好き（2000年、KBS）
- 目で話します（2001年、MBC）
- 3人の友達（2001年、MBC）
- 毎日君と（2002年、MBC）
- 宮廷女官チャングムの誓い（2003年-2004年、MBC） - イ・ヨンセン（淑媛李氏）役
- 島の村の先生（2004年、SBS） - ユン・ジヨン役
- 新・若草物語（2004年、SBS） - チョン・ヒョンドゥク役
- 18・29〜妻が突然18才!?（2005年、KBS） - シン・ジヨン役
- 恋の花火（2006年、MBC） - チャ・ミレ役
- Silence（2006年、CTV） - シェンシェン（趙深深）役
- 愛する人よ（2007年、SBS） - ユン・ヒョンジュ役
- イ・サン（2007年-2008年、MBC） - 孝懿王后役
- ミステリー刑事（2009年、tvN） - イ・チェヨン役
- ピンクのリップスティック（2010年、MBC） - ユ・ガウン役
- あなたなしでは生きられない（2012年、MBC） - ソ・イネ（パク・ソヒョン）役
- 二人の女の部屋（2013年-2014年、SBS） - ミン・ギョンチェ役
- 怨霊（2014年、KBS） - ミン・ユソン役
- 客主〜商売の神〜（2015年-2016年、KBS） - チョン・ソレ（ソホン）役
- ビューティフル・マインド～愛が起こした奇跡～（2016年、KBS） - シム・ウナ役
- 青の食堂（2017年、SBS） - オ・ダルニム役
- ハイバイ、ママ!（2020年、tvN） - ソ・ボンヨン役
- サンガプ屋台（2020年、JTBC） - シン・ジヘ／王妃役
- 復讐せよ（2020年-2021年、TV朝鮮） - チャ・イヒョン役
- ハイクラス（2021年、tvN）
- 恋慕（2021年、KBS）- キム氏夫人役
- 還魂（2022年、tvN） - チン・ホギョン役
- 還魂2（2022年-2023年、tvN） - チン・ホギョン役